# 洛赫比伊 (科罗拉多州)
洛赫比伊（英語：Lochbuie），是美国科罗拉多州韦尔德县和亞當斯縣下属的一座城市。建市于1974年5月1日，面积大约为3.767平方英里（9.757平方公里）。根据2010年美国人口普查，该市有人口4,726人。2011年估计该市有人口4,838人，相比2010年人口增长率为2.37%。同时，论人口该市是科罗拉多州第76大城市。